# Lampona quinqueplagiata
Lampona quinqueplagiata är en spindelart som beskrevs av Simon 1908. Lampona quinqueplagiata ingår i släktet Lampona och familjen Lamponidae.
Artens utbredningsområde är Western Australia. Inga underarter finns listade i Catalogue of Life.